# Гекатомба
Гекато́мба (дав.-гр. ἑκατόμβη; ἑκατόν — сто, βους — бик) — античне публічне жертвопринесення богам зі ста биків. Пізніше також просто велика пожертва, незалежно від розмірів підношень.
У переносному значенні гекатомба — великі жертви війни, терору, епідемії і тому подібне.

## Проведення гекатомби
При гекатомбі із землі й дернини споруджували сто вівтарів, на яких жерці складали жертви. Величина й вартість такої жертви призводили до того, що гекатомби складалися дуже рідко, у зв'язку з особливо визначними подіями, як перемога у війні. Згодом замість биків почали офірувати менших тварин — овець, кіз тощо. З плином часу стало звичним замість 100 тварин приносити в жертву лише 25, тобто 100 ніг замість 100 голів, гадаючи, що тим не буде порушено значення слова. Піфагор, маючи відразу до вбивства тварин, жертвував 100 волів, виліплених з тіста.
Вважають, що гекатомбу вигадали лакедемонці; маючи під своєю владою 100 міст, вони, за Страбоном, зобов'язали кожне місто приносити в жертву одного бика в ім'я добробуту батьківщини. Часто гекатомби приносили демократичні Афіни; наприклад, Конон офірував 100 биків після відбудови міських стін, м'ясо жертовних тварин було роздане вбогим. Аргів'яни навіть установили свято гекатомбеї на честь Гери (на думку інших, на честь Зевса й Аполлона).

## Похідні назви
Боги Зевс і Аполлон, яким найчастіше приносилися гекатомби, з часом отримали епітети Гекатомбаос — «той, кому приноситься гекатомба».
За аттичним календарем на частину липня і серпня (23 червня — 23 липня) припадав місяць гекатомбеон, коли приносилися такі жертви.